# Hořovice
Hořovice (németül: Horschowitz, Horowitz) település Csehországban, a Berouni járásban. Hořovice Tlustice, Rpety, Osek, Podluhy, Kotopeky és Hvozdec településekkel határos. Lakosainak száma 7842 fő (2024. január 1.).

## Népesség
A település lakosságának változását az alábbi diagram mutatja:
| Lakosok száma | 3704 | 4231 | 4679 | 4472 | 5619 | 6374 | 6851 | 6844 | 6882 | 7842 |
|               | 1869 | 1890 | 1921 | 1950 | 1980 | 2001 | 2017 | 2019 | 2022 | 2024 |